# Gourdan-Polignan
Gourdan-Polignan ist eine Gemeinde im Département Haute-Garonne der Region Okzitanien in der Region Okzitanien im Süd-Westen Frankreichs. Die Bewohner werden als Gourdanais bezeichnet.
Die an der Garonne gelegene Gemeinde entstand aus den Ortsteilen Gourdan und Polignan. Gourdan-Polignan hat 1177 Einwohner (Stand 1. Januar 2022).

## Geschichte
In einer Grotte auf dem Gemeindegebiet wurden menschliche Spuren aus der Zeit um 30.000 vor Christus gefunden. 
Ab dem 12. Jahrhundert ist eine Burg in Gourdan nachgewiesen, die dem Ortsadel diente. Die Grundherrschaft war während des Ancien Régime in Händen verschiedener Familien.
Polignan war seit der Gemeindegründung im 19. Jahrhundert ein Ortsteil von Gourdan. Im Jahr 1905 wurde der Gemeindenamen in Gourdan-Polignan geändert. 

## Bevölkerungsentwicklung
| Jahr                       | 1962 | 1968 | 1975 | 1982 | 1990 | 1999 | 2006 | 2011 | 2017 | 2019 |
| -------------------------- | ---- | ---- | ---- | ---- | ---- | ---- | ---- | ---- | ---- | ---- |
| Einwohner                  | 1531 | 1664 | 1656 | 1394 | 1221 | 1194 | 1331 | 1333 | 1203 | 1203 |
| Quellen: Cassini und INSEE |      |      |      |      |      |      |      |      |      |      |

## Sehenswürdigkeiten

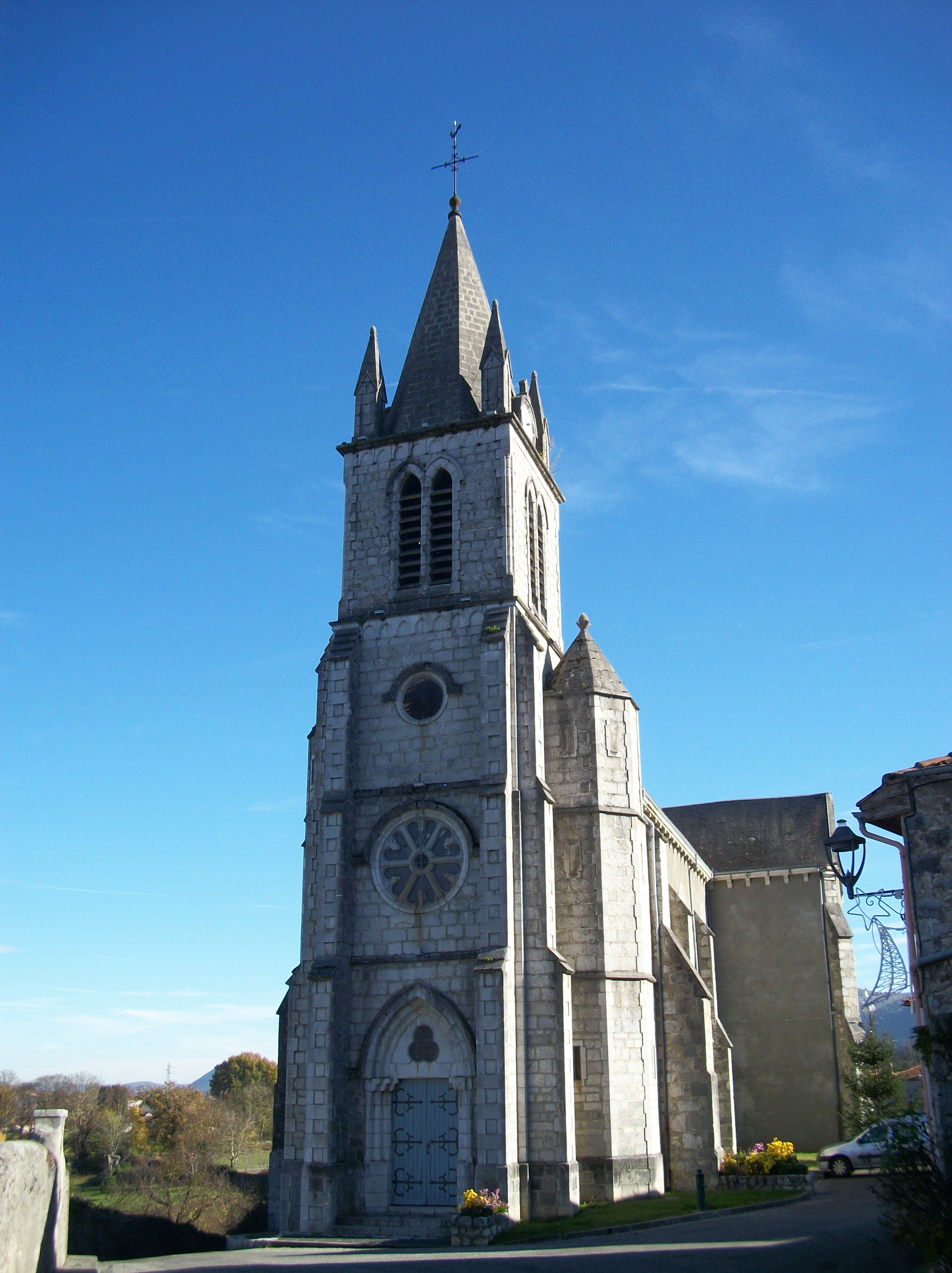
Kirche Saint-Vincent

- Kirche Saint-Vincent, erbaut im 16. Jahrhundert
- Schloss, erbaut im 16. Jahrhundert

Siehe auch: Liste der Monuments historiques in Gourdan-Polignan

## Verkehr
Gourdan-Polignan liegt südlich der Autoroute A64 (Europastraße 80) und westlich der Autoroute A645. Durch die Gemeinde führt die Route nationale 117. Mit der Gemeinde Montréjeau hat Gourdan-Polignan den Bahnhof Montréjeau-Gourdan-Polignan an der Bahnstrecke Toulouse – Bayonne.